# سیارک ۲۶۳۹۹
سیارک ۲۶۳۹۹ (به انگلیسی: 26399 Rileyennis، نامگذاری:1999VG189)۲۶۳۹۹مین سیارک کشف شده‌است که در ۱۵ نوامبر ۱۹۹۹ کشف شد.